# Lyklafell (kulle)
Lyklafell är en kulle i republiken Island. Den ligger i regionen Höfuðborgarsvæði, 18 km öster om huvudstaden Reykjavík. Toppen på Lyklafell är 279 meter över havet, eller 59 meter över den omgivande terrängen. Bredden vid basen är 0,70 km.
Trakten runt Lyklafell är nära nog obefolkad, med mindre än två invånare per kvadratkilometer. Närmaste större samhälle är Reykjavik, omkring 20 kilometer väster om Lyklafell. Trakten runt Lyklafell består i huvudsak av gräsmarker.